# Steve Campbell (Snookerspieler)
Steve Campbell (* 7. März 1966) ist ein englischer Snookerspieler. Von Ende der 1980er bis Mitte der 1990er Jahre spielte er insgesamt 7 Jahre lang auf der Profitour.

## Karriere
Ab Mitte der 1980er versuchte Steve Campbell, einen Platz auf der Profitour zu bekommen. 1985 nahm er erstmals an der WPBSA Pro Ticket Series teil. Zwei Jahre später besiegte er bei einem Turnier unter anderem Mick Price und Darren Morgan, verlor dann aber das entscheidende Finale gegen Steve Ventham knapp mit 4:5. 1988 war er einer von 7 Amateuren, die an den Professional Play-offs teilnehmen durften. Er wurde dem Profi Paul Thornley zugelost und gewann das Qualifikationsspiel deutlich, wobei der Kanadier beim Stand von 8:1 vorzeitig aufgab.
Damit durfte Campbell in der Saison 1988/89 an der Profitour teilnehmen. Sein erstes Profimatch beim International Open gegen Ex-Weltmeister Fred Davis verlor er nur knapp mit 4:5. Beim Grand Prix überstand er gegen Ian Black erstmals die Auftaktrunde eines Ranglistenturniers und beim Canadian Masters qualifizierte er sich erstmals für das Hauptturnier, wo er dem Shooting-Star Stephen Hendry unterlag. Beim Classic zu Beginn des neuen Kalenderjahres stand er ein zweites Mal in der Hauptrunde und verlor gegen einen weiteren Top-16-Spieler, Cliff Wilson. Seine beste Platzierung in seinem ersten Jahr erreichte er mit der Runde der Letzten 32 bei einem kleineren WPBSA-Turnier, das nicht relevant für die Weltrangliste war. Bei der Weltmeisterschaft verlor er zwar sein erstes Spiel gegen Martin Smith, trotzdem reichte es für eine Platzierung unter den Top 100 zu Beginn der nächsten Saison. Im zweiten Jahr konnte er darauf aufbauen. Nur zweimal verlor er während der Saison sein Auftaktspiel, viermal erreichte er dagegen die Runde der Letzten 64, allerdings verlor er dann jeweils gegen die ihm zugelosten Top-32-Spieler. Bei der abschließenden WM hatte er etwas mehr Glück und er traf in Runde 3 mit Les Dodd einen Spieler an der Grenze zu den Top 64. Er siegte mit 10:7 und spielte anschließend gegen Neal Foulds um den Einzug in die WM-Finalrunde im Crucible Theatre. Obwohl er in der ersten Hälfte des Matches vorne lag und zwischenzeitlich 6:4 führte, genügte ein Zwischenspurt des vormaligen Weltranglistendritten zum 8:6, um die Partie zu drehen. Campbell verlor schließlich mit 7:10.
Die Saison 1990/91 begann der Engländer auf Platz 91. Beim zweiten Ranglistenturnier, dem Asian Open, schaffte er dann erstmals einen Sieg über die Nummer 19 Gary Wilkinson und damit den Einzug in die zweite Hauptrunde. Zwei weitere Male erreichte er zumindest die erste Hauptrunde, dreimal verlor er aber auch sein Auftaktspiel. Bei der WM verlor er in Runde 2. In der Zweijahreswertung der Weltrangliste verbesserte er sich damit immerhin auf Platz 80. In der ersten Hälfte der Folgesaison gewann er nur zwei Matches, beim Classic Anfang 1992 erreichte er immerhin wieder das Hauptturnier. Beim Asian Open besiegte er anschließend in der ersten Hauptrunde erneut Gary Wilkinson, inzwischen Nummer 5 der Welt. Mit einem 5:4-Sieg über Stuart Reardon gelang ihm danach zum ersten und einzigen Mal der Einzug in ein Achtelfinale, das er mit 2:5 gegen Dene O’Kane verlor. Danach folgte aber eine Flaute mit 4 Auftaktniederlagen in Folge und dem Aus in der zweiten Qualifikationsrunde der Weltmeisterschaft. Dadurch verpasste er um einen Platz den Einzug in die Top 64, trotzdem war dieser Platz 65 sein bestes Ergebnis in seiner Karriere.
In der Saison 1992/93 wurde der Profistatus aufgehoben und die Turniere für alle Spieler freigegeben. Das bedeutete zusätzliche Qualifikationsrunden und damit einerseits mehr Turnierpraxis. Allerdings schaffte es Campbell aufgrund der größeren Konkurrenz nur beim Auftaktturnier, dem Dubai Classic, ins Hauptturnier. Bei allen anderen größeren Turnieren schied er bereits vorher aus und bei der Weltmeisterschaft schaffte er es nicht einmal unter die Letzten 128. Dadurch verlor er wieder an Boden und fiel auf Platz 82 zurück. In der Saison 1993/94 schaffte er mit dem Einzug unter die Letzten 64 bei der UK Championship zwar noch einmal bei einem großen Turnier sein bestes Turnierergebnis, es war aber das einzige Mal in dieser Spielzeit, dass er über die Letzten 128 hinauskam. Als er bei der WM sein erstes Qualifikationsspiel verlor, beendete er die Saison außerhalb der Top 100. Im Jahr darauf gelangen ihm nur noch beim Welsh Open zwei Siege, sonst verlor er alle Auftaktmatches. Zur Weltmeisterschaft trat er danach gar nicht mehr an und er beendete nach 7 Jahren mit 29 Jahren seine Snookerkarriere.

## Erfolge
Ranglistenturniere:
- Achtelfinale: Asian Open (1992)
- Letzte 32: Asian Open (1990)

Andere Profiturniere:
- Letzte 32: WPBSA Non-Ranking (1988, Turnier 1)

Qualifikationsturniere:
- Qualifikation: Professional Play-offs (1988)
- Finale: WPBSA Pro Ticket Series (1987, Turnier 3)